# Oceanapia desquefaundia
Oceanapia desquefaundia är en svampdjursart som beskrevs av Fromont 1991. Oceanapia desquefaundia ingår i släktet Oceanapia och familjen Phloeodictyidae. Inga underarter finns listade i Catalogue of Life.